# Бурак Андрій Матвійович
Бурак Андрій Матвійович (1911–1943) — сержант Робітничо-селянської Червоної Армії, учасник німецько-радянської війни, Герой Радянського Союзу (1943).

## Біографія
Бурак Андрій народився 1911 року в селі Освеїца (нині — Верхньодвінський район Вітебської області Білорусії) у робітничій родині. Здобув неповну середню освіту. З 1938 проживав разом із сім'єю в Нижньому Тагілі Свердловської області, працював спочатку на заводі імені Куйбишева, потім в Уральському ліспромгоспі. 14 червня 1941 року був призваний на службу до Робочо-селянської Червоної Армії Нижньотагильським районним військовим комісаріатом Свердловської області. З початку Великої Вітчизняної війни — її фронтах. До вересня 1943 року гвардії червоноармієць Андрій Бурак був навідником кулемета 3-го батальйону 198-го гвардійського стрілецького полку 68-ї гвардійської стрілецької дивізії 40-ї армії Воронезького фронту. Відзначився під час битви за Дніпро.
24 вересня 1943 року полк Бурака підійшов до Дніпра в районі селища Ржищів Кагарлицького району Київської області Української РСР. Командування вирішило надіслати групу бійців для заняття плацдарму на його західному березі. Вночі ця група форсувала Дніпро, але потрапила під шквальний вогонь переважаючих сил противника. Тоді командування надіслало нову групу на допомогу борцям на плацдармі. До цієї групи увійшов і Бурак. Попри масований ворожий вогонь, група переправилася та закріпилася на плацдармі. Німецькі війська зробили три спроби контратакувати, але всі вони провалилися. Бурак був у самому центрі плацдарму. Вогнем свого кулемету він знищив близько 100 ворожих солдатів та офіцерів, а також підбив танк. 7 жовтня 1943 року він загинув у бою. Похований на східній околиці села Балико-Щучинка того ж району .
Указом Президії Верховної Ради СРСР від 13 листопада 1943 року за «зразкове виконання бойових завдань командування на фронті боротьби з німецько-фашистськими загарбниками і виявлені при цьому мужність і героїзм» гвардії червоноармієць Андрій Бурак посмертно був удостоєний високим званням Героя . Був також нагороджений орденом Леніна .